# Leonteus
Leonteus - syn Koronosa, król Lapitów w Tesalii.

## Pod Troją
Leonteus był synem Koronosa, a wnukiem Kajneusa. Według mitografów miał brata Andrajmona (który ożenił się z jedną z córek Peliasa imieniem Amfinome) i siostrę Lyside. U boku innego Lapity, Polypojtesa, syna Pejritoosa, wyruszył pod Troję. Z tego powodu często wymienia go Homer w Iliadzie. Występuje wśród wojowników, którzy zajęli miejsce w drewnianym koniu, wprowadzonym przez Trojan na swą zgubę do miasta. Po zdobyciu Troi towarzyszył Kalchasowi, powracającemu pieszo do domu. Gdy Kalchas zmarł w Kolofonie, powrócił do Troi, a stamtąd do ojczystej Tesalii. Mitografowie umieszczają go również na liście zalotników Heleny Trojańskiej.

## Rodowód
Leonteus pochodził od Arkasa, syna Zeusa i Kallisto.